# Wílmar Barrios
Wílmar Enrique Barrios Terán, född 16 oktober 1993 i Cartagena, är en colombiansk fotbollsspelare som spelar som mittfältare för Zenit Sankt Petersburg.

## Klubbkarriär
Barrios lämnade sin moderklubb Deportes Tolima i augusti 2016 för att flytta till den argentinska storklubben Boca Juniors. I januari 2019 lämnade han för ryska Zenit. Den 31 augusti 2023 förlängde Barrios sitt kontrakt i klubben fram till 2027.

## Landslagskarriär
Barrios togs ut i Colombias preliminära trupp för Copa América Centenario men kom inte med i den slutliga truppen. I juni 2018 togs han ut i Colombias slutliga 23-mannatrupp till fotbolls-VM 2018 i Ryssland. I VM 2018 spelade Barrios tre matcher.